# بيدرو (لاعب كرة قدم مواليد 1999)
بيدرو هو لاعب كرة قدم برازيلي في مركز الهجوم، ولد في 1999 في إيتابونا في البرازيل. لعب مع نادي أمريكا.

## وصلات خارجية
- بيدرو (لاعب كرة قدم برازيلي) على موقع قاعدة بيانات كرة القدم.إي يو (الإنجليزية)
- بيدرو (لاعب كرة قدم برازيلي) على موقع قاعدة بيانات كرة القدم.إي يو (الإنجليزية)
- بيدرو (لاعب كرة قدم برازيلي) على موقع Soccerway.com (الإنجليزية)